# Chiesa di San Leonardo (Zoutleeuw)
La chiesa di San Leonardo, in fiammingo Sint-Leonarduskerk, è la Parrocchiale e il principale edificio religioso della città fiamminga di Zoutleeuw, in Belgio. Costruita tra il XIII e il XVI secolo, rappresenta un bell'esempio dell'architettura gotica secondo l'interpretazione locale dello stile Gotico brabantino.

## Storia e descrizione
Una prima cappella vi venne eretta nel 1125 dai monaci benedettini dell’Abbazia di Vlierbeek. Divenuta troppo piccola per le esigenze della popolazione, venne sostituita dall'attuale chiesa, iniziata nel 1231. La costruzione iniziò a partire dalle torri della facciata; in seguito si continuò con l'erezione del coro, ancora di una certa influenza romanico-renana; nel XIV secolo venne completato il piedicroce; e nella seconda metà del XV secolo Matthijs de Layens aggiunse il portico della facciata, le cappelle laterali e realizzò le volte.
La torre di destra, la sola compiuta delle due, contiene un carillon di 39 campane e ha permesso alla chiesa, nel 1999, di essere iscritta alla lista dei 56 Campanili di Belgio e Francia dei Patrimoni dell'umanità promossa dall'UNESCO.
La chiesa, sfuggita miracolosamente all'Iconoclastia e alle devastazioni della Rivoluzione francese è arrivata praticamente illesa fino ai giorni d'oggi, viene chiamata affettuosamente: Reliekschrijn van Brabant, il "Santuario del Brabante". L'interno, diviso in tre navate da colonne con capitelli a fogliami, presenta il coro con matronei e finto triforio. L'edificio è coperto da belle volte gotiche a crociera quadripartite.

## Opere d'arte
Numerose e preziose sono le opere d'arte conservate nella Chiesa di san Leonardo, le più importanti delle quali sono:
- Crocifisso, opera romanica del XII secolo posto sopra l'ingresso.
- Sedes Sapientiae, statua lignea romanica della madonna, XII secolo.
- Ancona di San Leonardo, capolavoro del brussellese Arnould de Maeler, 1478.
- Trittico dell'Incoronazione di Spine, attribuito a Michael Coxcie o a Frans Floris.
- Trittico del Battesimo, attribuito a Frans Floris.
- Trittico delle Sofferenze di Cristo tra le Sante Lucia e Barbara, XVI secolo, Scuola di Frans Floris.
- Marianum, gruppo ligneo policromo della "Madonna portata dagli angeli", 1533.
- Ancona di Sant'Anna, opera anversese del 1565.
- Crocifissione lignea di W. van goelen, 1454, posto sull'arcione del coro.
- Leggio, bell'opera anversese del 1468.
- Statue di Santi intorno al recinto dell'altare, del XIV-XVI secolo.

### Sacramentstoren
La Sacramentstoren, è l'opera più preziosa qui conservata. Si tratta di un tabernacolo a forma di torre, caratteristica tipica del Nord Europa e in particolare delle Fiandre, alta 18 metri e composta di un'alta guglia di nove piani in pietra bianca. Venne realizzata tra il 1550 e il 1552, in stile tardo gotico, dal grande scultore e architetto Cornelis Floris de Vriendt. L'opera, con innumerevoli scene tratte dell'Antico e dal Nuovo Testamento, venne realizzata nel laboratorio del de Vriendt ad Anversa e poi trasportato in barca alla chiesa e quindi li montata. Una sua replica si trova nel Victoria and Albert Museum di Londra.

### Candelabro pasquale
Il Candelabro pasquale, è una mirabile opera in rame, a sei braccia, alta quasi 6 metri. Presenta il gruppo della Crocifissione e le statue della Vergine, di San Giovanni e della Maddalena. È ritenuto il capolavoro di Renier van Thienen, che lo realizzò nel 1483.

## Galleria d'immagini

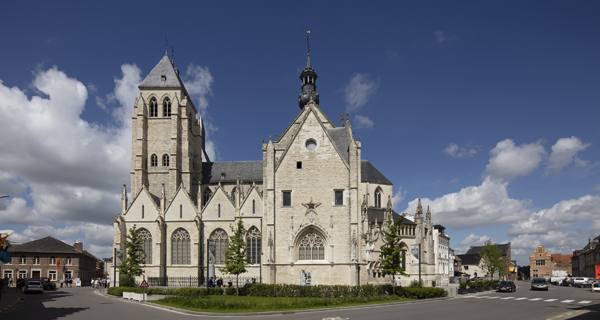
Veduta dell'esterno.
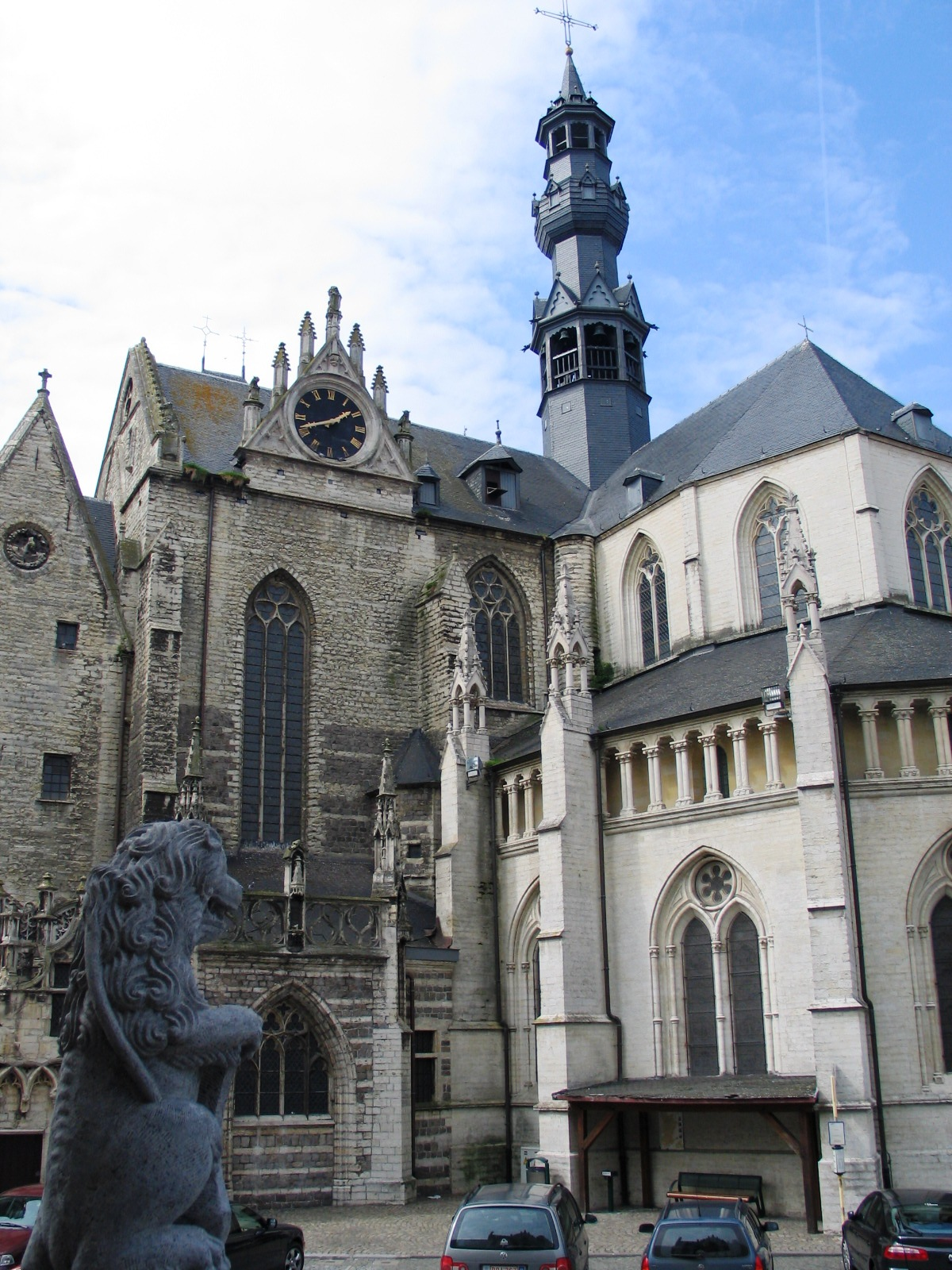
Veduta del coro.
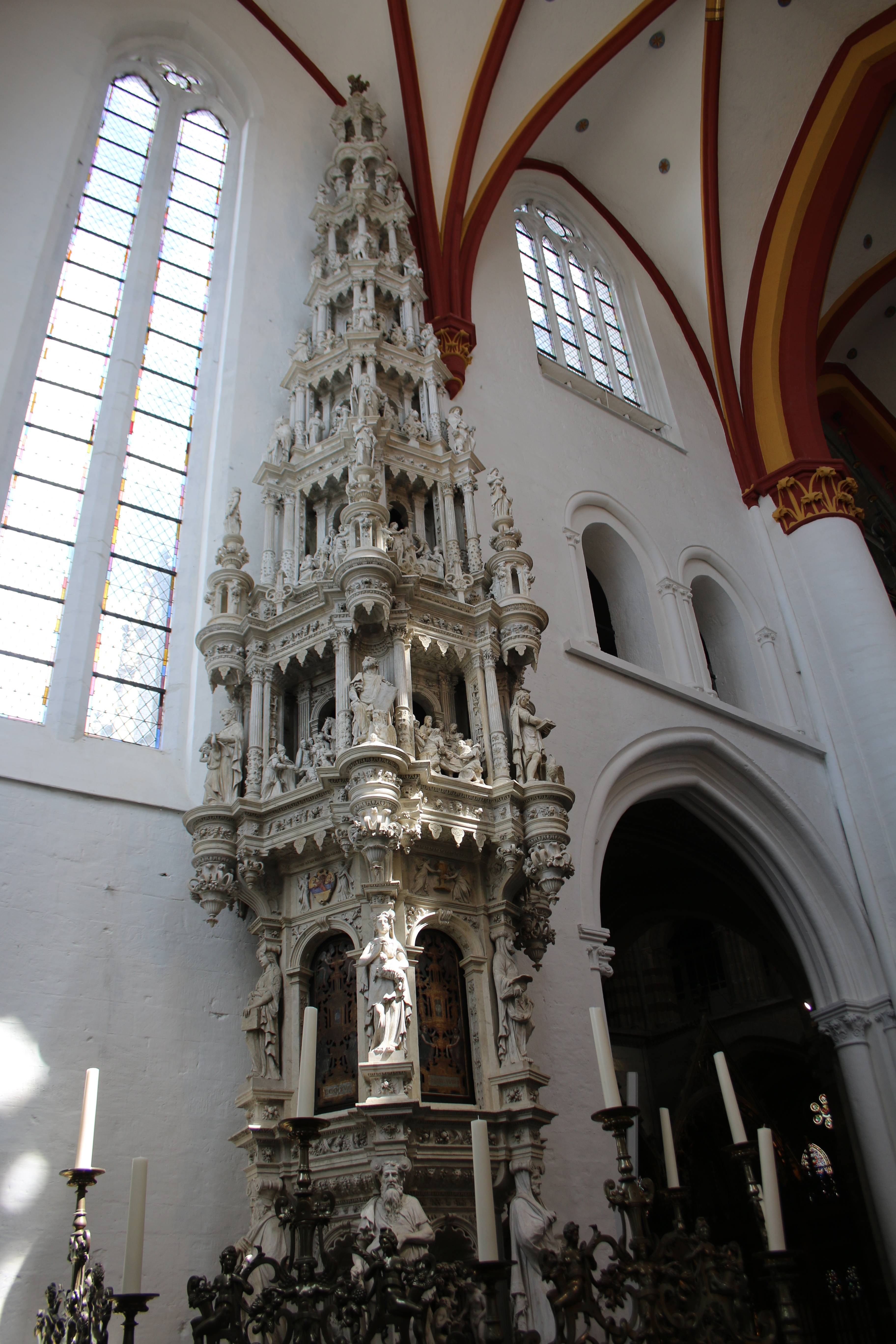
La preziosa Sacramentstoren, 1550-52.
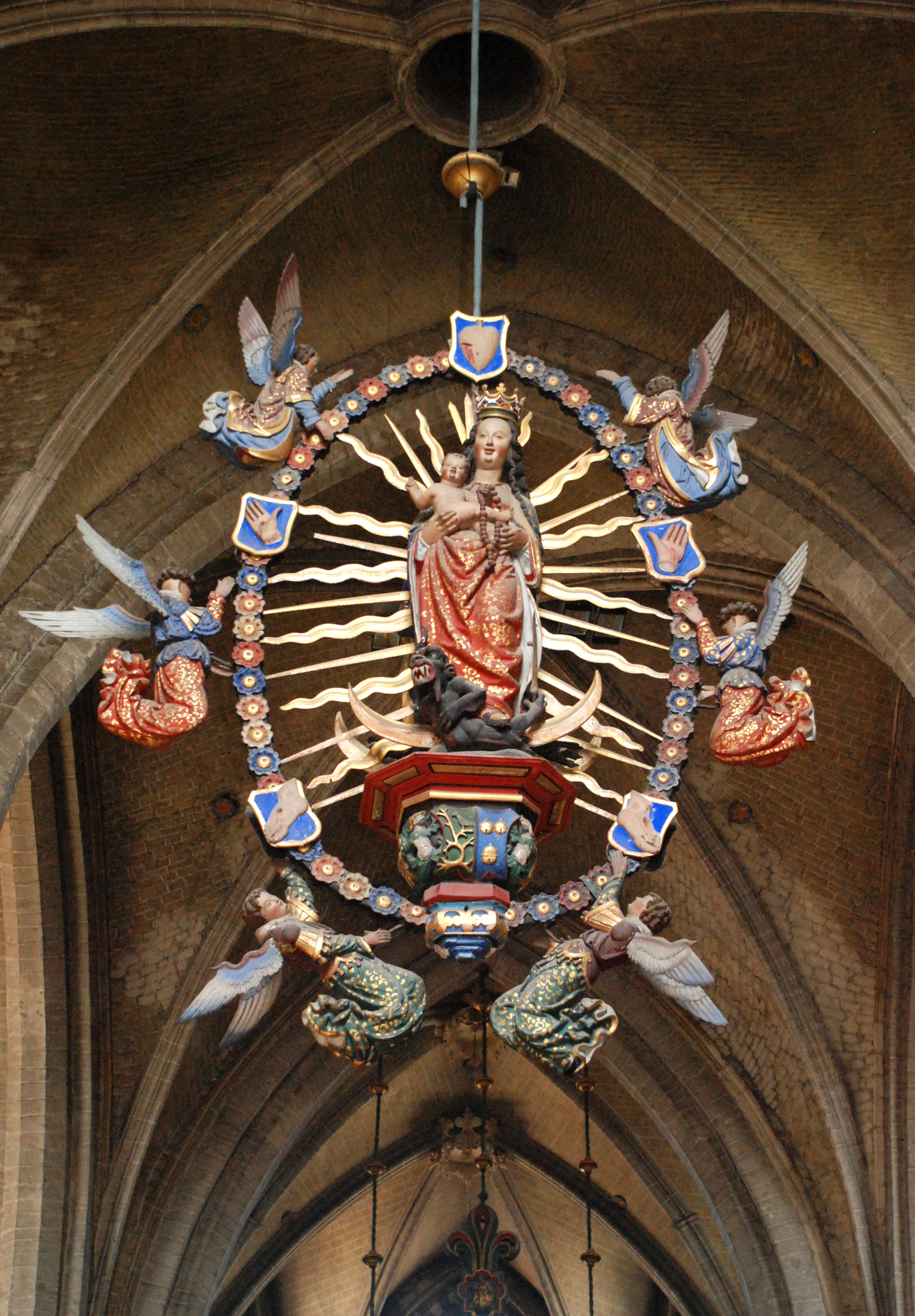
Il Marianum, 1533.
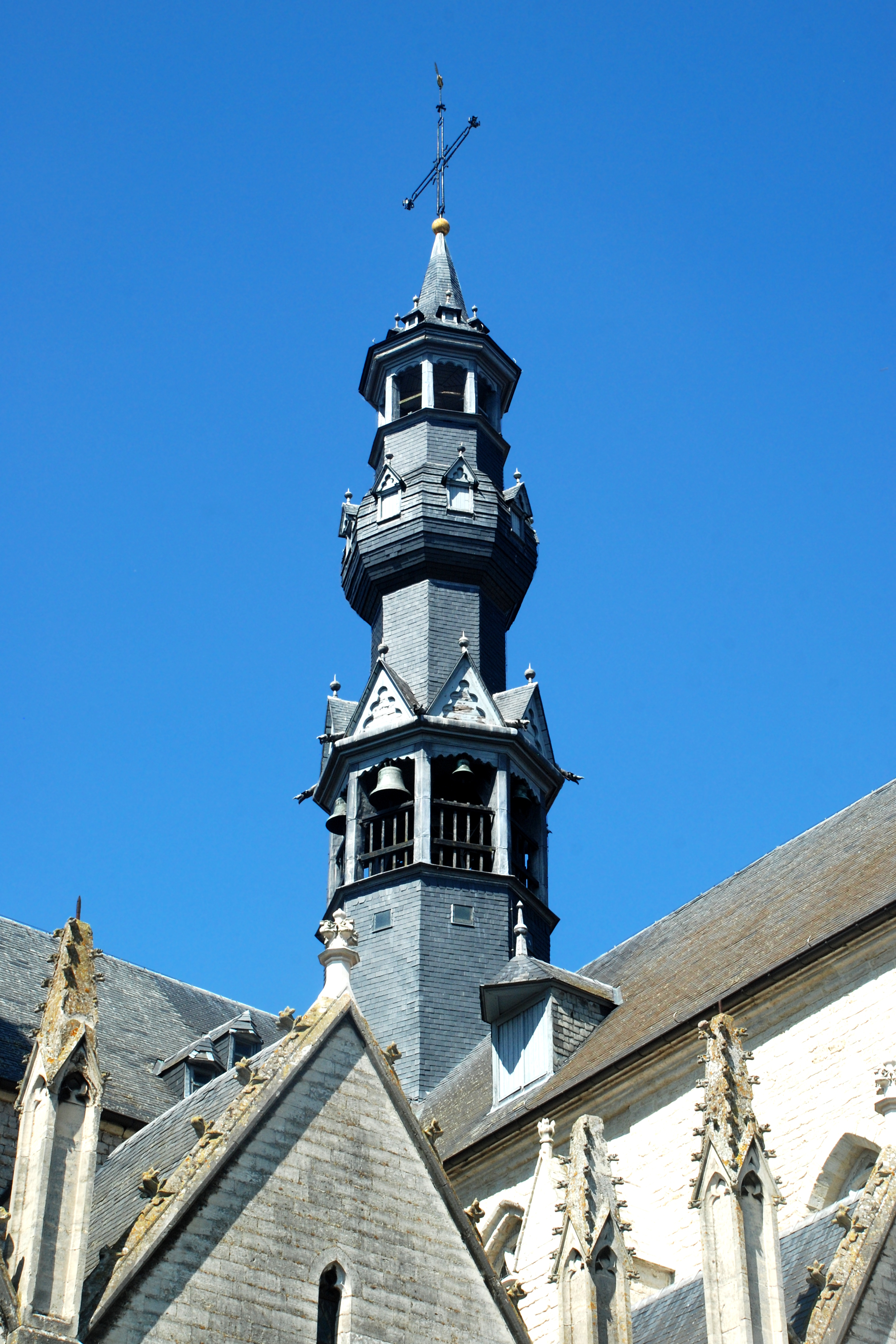
La guglia della crociera.